# FINA飛込ワールドカップ
ワールドアクアティックス・ダイビングワールドカップ（World Aquatics Diving World Cup）は、1979年より開催されている飛込競技の国際大会である。五輪開催年は五輪開催都市で行われるのが多い。2023年からダイビングワールドシリーズを統合しシリーズ戦となる予定。

## 開催地
- 1979 ザ・ウッドランズ ( アメリカ合衆国)
- 1981 メキシコシティ ( メキシコ)
- 1983 ザ・ウッドランズ ( アメリカ合衆国)
- 1985 上海 ( 中国)
- 1987 アメルスフォールト ( オランダ)
- 1989 インディアナポリス ( アメリカ合衆国)
- 1991 ウィニペグ ( カナダ)
- 1993 北京 ( 中国)
- 1995 アトランタ（ジョージア工科大学） ( アメリカ合衆国)
- 1997 メキシコシティ ( メキシコ)
- 1999 ウェリントン ( ニュージーランド)
- 2000 シドニー （国際水泳センター）( オーストラリア)
- 2002 セビリア ( スペイン)
- 2004 アテネ （OACA水泳センター）( ギリシャ)
- 2006 北京（ 中国）
- 2008 北京（水立方）（ 中国）
- 2010 常州 ( 中国)
- 2012 ロンドン（アクアティクス・センター）（ イギリス）
- 2014 上海（東方体育中心） ( 中国)
- 2016 リオデジャネイロ（ ブラジル）
- 2018 武漢（武漢体育中心) ( 中国）
- 2021 東京 (東京アクアティクスセンター)（ 日本）
- 2022 ベルリン （ ドイツ）
- 2023スーパーファイナル ベルリン（ ドイツ）